# Pere Colomer i Fors
Pere Colomer i Fors (Sant Feliu de Guíxols, 1874 - Barcelona, 3 de juliol de 1952) va ser un autor dramàtic català que va estrenar amb una certa regularitat entre finals del segle xix i principis del segle xx.
Mor a Barcelona el 3 de juliol de 1952 a l'edat de 78 anys al carrer Mallorca, 255. Vidu de Josepa Fontcuberta i Colomer (+1922).

## Obra dramàtica
- 1892, Monòleg d'un tapé, estrenat al teatre Goula, de Sant Feliu de Guíxols, el 27 de març de 1892.
- 1897. El timbaler, drama en tres actes. Estrenat al teatre Goula, de Sant Feliu de Guíxols, l'11 d'abril de 1897.
- 1898. Conquestes, comèdia en un acte. Estrenada al teatre Goula, de Sant Feliu de Guíxols, el 29 de maig de 1898.
- 1899. Art i prosa, idil·li dramàtic en un acte. Estrenat al teatre Goula, de Sant Feliu de Guíxols, el 4 de maig de 1899.
- 1901. Carn de llop, drama en tres actes. Estrenat al teatre Romea de Barcelona, el 26 de febrer de 1901.
- 1905. Entre boires, drama en un acte. Estrenat al teatre Goula, de Sant Feliu de Guíxols, el 2 de juny de 1905 i al teatre Romea de Barcelona el 9 d'octubre de 1907.
- 1905. Esclat de vida (trànsit), drama en dos actes. Estrenat al teatre Romea de Barcelona, el 17 de novembre de 1905.
- 1908. Germanor, quadre en 1 acte. Estrenat al teatre Romea de Barcelona,
- 1908. De festa major, sainet de costums empordaneses en un acte. Estrenat al teatre Romea de Barcelona, el 20 de novembre de 1908.
- 1908. La dèria de Don Pau, espatotxada en 1 acte. Estrenat al teatre Romea de Barcelona, el 28 de desembre de 1908.
- 1912. La creu, drama en tres actes i en prosa, estrenat al Gran Teatre Espanyol de Barcelona, el 9 de novembre de 1912.